# Bleue du Nord
Vous lisez un « bon article » labellisé en 2011.
La bleue du Nord est une race bovine française. Elle appartient au rameau des races bovines du littoral de la mer du Nord. Elle provient de la race belge Tirlemont originaire de la région de Bruxelles. Race décimée par les deux guerres mondiales, elle a ensuite subi la concurrence de races plus spécialisées, comme la Prim'Holstein pour le lait ou la blanc bleu belge pour la viande. Elle fait l'objet d'un plan de préservation depuis la fin des années 1990. En 2011 l'effectif est stabilisé autour de 3 600 individus, répartis entre 3 500 femelles dont 650 inscrites au registre généalogique ouvert en 1986 et 32 mâles disponibles en insémination artificielle.
Elle porte une robe blanche tachetée de gris, bleu ou noir. Ses muqueuses sont sombres. La vache pèse 700 kg pour une taille de 1,35 m, et le taureau 1 150 kg pour 1,42 m. C'est une race dite mixte, utilisée pour produire du lait avec une productivité et des taux modestes, mais dont les mâles et les vaches de réforme peuvent être valorisés pour leur viande, réputée assez tendre. Cette vache caractéristique du département du Nord a trouvé une place de choix au sein du parc naturel régional de l'Avesnois.

## Histoire

### Origine
La bleue du Nord est originaire des environs de Tirlemont dans le Brabant flamand, région de Belgique située entre Liège et Bruxelles. Au XIXe siècle paissent dans cette région des troupeaux très hétérogènes, dans lesquels se distinguent des animaux à la robe bleue et à l'ossature forte, plus grands que les animaux hollandais, et surtout utilisés comme bêtes de somme car moins productifs que les vaches hollandaises tant du point de vue de la viande que du lait. Ces animaux sont alors connus sous le nom de « Bleue de Tirlemont » puis « Bleue du Hainaut » ou de « Mons » et même ensuite de « Haute et Moyenne Belgique ». C'est l'appellation « Bleue de Hainault » qui est utilisée initialement en France lorsque ces animaux y sont introduits à la fin du XIXe siècle.
Vers 1845, la race profite d'un programme d'amélioration des bovins par inclusion de sang durham lancé par le gouvernement belge[réf. incomplète]. Les animaux venus du Royaume-Uni permettent d'améliorer le bétail local du point de vue de la précocité, de la conformation de la carcasse et de l'aptitude à l'engraissement, au détriment de la production laitière. Mais les animaux croisés sont rapidement décriés par les bouchers qui leur reprochent de ne déposer du gras qu'en surface et de ne pas développer de persillé dans la viande. Des taureaux hollandais et flamands sont alors importés pour améliorer la performance laitière des animaux.

### Développement puis abandon de la race au début duXXesiècle
La race se développe rapidement dans le Nord de la France. Les efforts de sélection et les croisements avec des taureaux hollandais lui permettent de devenir une des races les plus productives de la région, et ses effectifs atteignent 300 000 individus dans les années 1910. Malheureusement, sa situation géographique en plein cœur des champs de bataille de la Première Guerre mondiale va conduire à la perte d'une large partie des effectifs[réf. incomplète].
Pendant l'entre-deux-guerres, les éleveurs reconstituent peu à peu leurs cheptels. Un arrêté royal de 1919 en Belgique conduit à la réorganisation de l'élevage dans le pays et à la reconnaissance de la race et la création d'un herd-book dans le pays[réf. incomplète]. En France un herd-book voit le jour en 1923 à Bavay, et la race est de plus en plus présente sur les concours cantonaux et régionaux où elle remporte des places d'honneur. Ainsi, en 1934, neuf vaches sont classées parmi les vingt meilleures laitières du concours général agricole, et en 1938 c'est une vache de race bleue du Nord qui est classée seconde au contrôle laitier national. Dans les années 1930, la race est représentée par pas moins de 50 000 animaux reproducteurs en France.
Toutefois, en 1943, le rapport Quittet juge la race bleue du Nord non indispensable, et à partir de 1945, la race est délaissée au profit de races plus spécialisées comme la française frisonne pie noire, qui deviendra plus tard la Prim'holstein. Les effectifs chutent très rapidement en France, où il n'y a plus d'aide officielle de l'État pour cette race. Il n'y a plus que 5 000 animaux en 1950, puis 3 000 en 1955, après que le livre généalogique de la race ait été clos en 1953. En Belgique, la situation est bien différente, puisque la « bleue de haute et moyenne Belgique » comme on l'appelle représente 50 % du cheptel national.

### Scission de la race

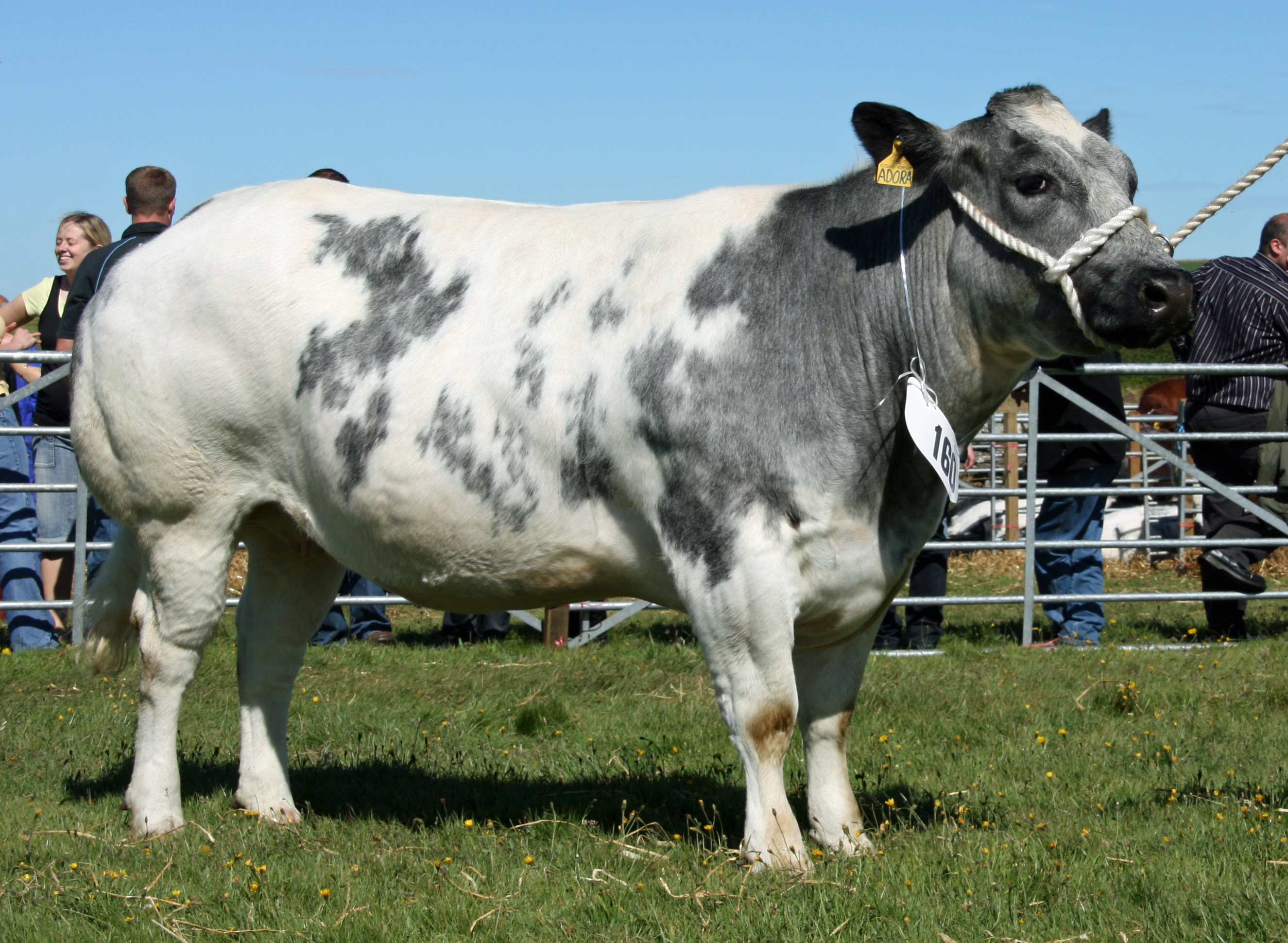
Génisse blanc bleu belge, une race issue du même cheptel souche que la bleue du Nord, mais qui s'est orienté vers la production de viande.

Au début des années 1960, la race a des difficultés à se maintenir en France, où la politique est de concentrer les efforts de sélection sur seulement quelques races très spécialisées. Ainsi, Paul Hollebecq, président de la société du herd-book de la race qui est reconstituée en 1960 après avoir cessé de fonctionner pendant plusieurs années, parvient difficilement à obtenir du ministre de l'agriculture l'autorisation d'importer de Belgique des paillettes pour l'insémination artificielle, afin de continuer à perfectionner la race. Ainsi, 200 paillettes offertes par le centre d'insémination de Mons pour encourager le herd-book français de la race sont importées en 1961, et 1 000 sont importées en 1962, malgré la réticence du ministre. La race parvient donc à se maintenir.
Dans les années 1960, la production laitière devient un peu moins avantageuse économiquement, et certains éleveurs sélectionnent leurs animaux pour améliorer leur production de viande. Cette sélection, débutée dès la fin de la Seconde Guerre mondiale dans certaines régions tournées vers l'engraissement comme les secteurs de Liège, Namur et Luxembourg a très vite des résultats positifs, notamment du fait de la propension de la race à voir apparaître des animaux de type culard. Ce caractère, lié à une mutation génétique, s'exprime par une hypertrophie musculaire des animaux le possédant, avec notamment un arrière-train très rebondi et un sillon intermusculaire bien visible. Le squelette est plus fin, mais les animaux ont des performances de reproduction un peu moins bonne, et le vêlage pose souvent problème et nécessite bien souvent une intervention par césarienne. Le développement de cette pratique en médecine vétérinaire permise par l'utilisation de plus en plus fréquente des antibiotiques a d'ailleurs permis la sélection sur le caractère culard à ce moment. Tous les éleveurs ne prennent pas cette orientation vers la production de viande, et en France des éleveurs demeurent fidèles à l'orientation plutôt laitière de la race. En Belgique, la sélection est définitivement orientée vers la spécialisation en viande, et en 1973 le herd-book renomme la race « Blanc Bleu Belge ». En 1974, il décide de scinder la sélection de la race en deux branches, l'une orientée vers la production de viande et qui donnera la blanc bleu belge, et l'autre visant à préserver le type mixte, et qui forme la base de la race bleue du Nord que l'on connaît actuellement.

### Reconnaissance officielle
Le type mixte, qui se développe lentement en France en marge du type « viande », est officiellement reconnu par le ministère de l'agriculture en 1983. Afin de promouvoir la race à nouveau reconnue, un comité technique est créé en 1985 conjointement par l'Union Bleue mixte et l'union Blanc Bleu, avec la participation du conseil régional de ressources génétiques du Nord-Pas-de-Calais et l'institut technique de l'élevage bovin. Finalement, l'Union bleue du Nord se détache pour devenir une Unité Nationale de Sélection et de Promotion de Race (UPRA) à partir de 1991. Elle dispose alors de grilles de pointage spécifique et de son propre programme de sélection. Elle continue à promouvoir la race par le biais de comices agricoles et de divers concours. À partir de 1991, le troupeau de bleu du nord raugmente petit à petit. Ainsi, le nombre d'animaux contrôlés par le contrôle laitier est passé d'environ 460 vaches à presque 1 000 en 2002. En 1997, la création parc naturel régional de l'Avesnois offre à la bleue du Nord une nouvelle occasion d'être mise en valeur. L'espace naturel régional s'intéresse dès lors à la gestion de la race, et celle-ci est intégrée à l'association des races du Nord et à la maison de l'élevage du Nord. Cette même année est créé un code spécifique à la race, le 52, tandis que la blanc bleu de type viande conserve le code 25.
Au recensement général agricole de 2000, 4 533 vaches bleues du Nord sont dénombrées dans 491 exploitations.
En France, l'effectif de la race s'élève a 1 470 vaches et 47 élevages ont été dénombrées, en 2014 2231 Insémination artificielle ont été réalisées avec cette race ce qui suit les standards des années précédentes. L'effectif de la race reste faible mais stable au cours des dernières années.

## Description

### Morphologie
La bleue du Nord est une vache de bon gabarit, les femelles pesant entre 700 et 900 kg pour une hauteur au garrot variant entre 135 et 140 cm, tandis que les mâles pèsent entre 1 100 et 1 300 kg, et mesurent entre 138 et 145 cm au garrot. Les femelles ont un tour de poitrine de 205 cm, et celle-ci fait 51 cm de large pour 76 cm de haut. Elles ont une largeur aux hanches de 58 cm. Les mâles quant à eux ont une poitrine de 63 cm de large pour 87 cm de haut et un tour de poitrine de 240 cm. Leur largeur aux hanches et de 62 cm. La morphologie de la race peut varier de manière importante suivant la présence ou non du gène culard. Les animaux culards homozygotes, et d'une façon un peu moins marquée les hétérozygotes, présentent une ossature plus fine et surtout des masses musculaires plus rebondies.

### Standard de la race
Le standard officiel de la race est le suivant :

- « Tête : assez courte, front large, chanfrein de longueur moyenne, cornes assez courtes, horizontales chez le mâle, en croissant chez la femelle, mufle large, museau noir et pigmenté, cou svelte, plutôt court, fanon effacé.
- Encolure : horizontale chez la femelle, rebondie chez le mâle.
- Épaules : larges mais non saillantes (dites effacées), poitrine large et profonde.
- Garrot : assez large, dans la continuité du dos, peu saillant.
- Dessus : horizontal et large, sans gouttière au milieu du dos.
- Croupe : croupe longue et large, bassin plutôt horizontal avec hanches non saillantes légèrement apparentes, queue sèche ni implantée trop haut ni noyée, dégagée des ischions.
- Fesse : muscle long et épais bien descendu, jamais arrondi et globuleux (on rejette le caractère culard quoique toléré).
- Membres et aplombs : solides, onglons sains et résistants de couleur noire ou jaunâtre.
- Mamelle : attache arrière large et haute, attache avant longue, bon équilibre, trayons bien implantés.
- Robe : blanche, pie bleue, pie noire. »

### Coloration de la robe

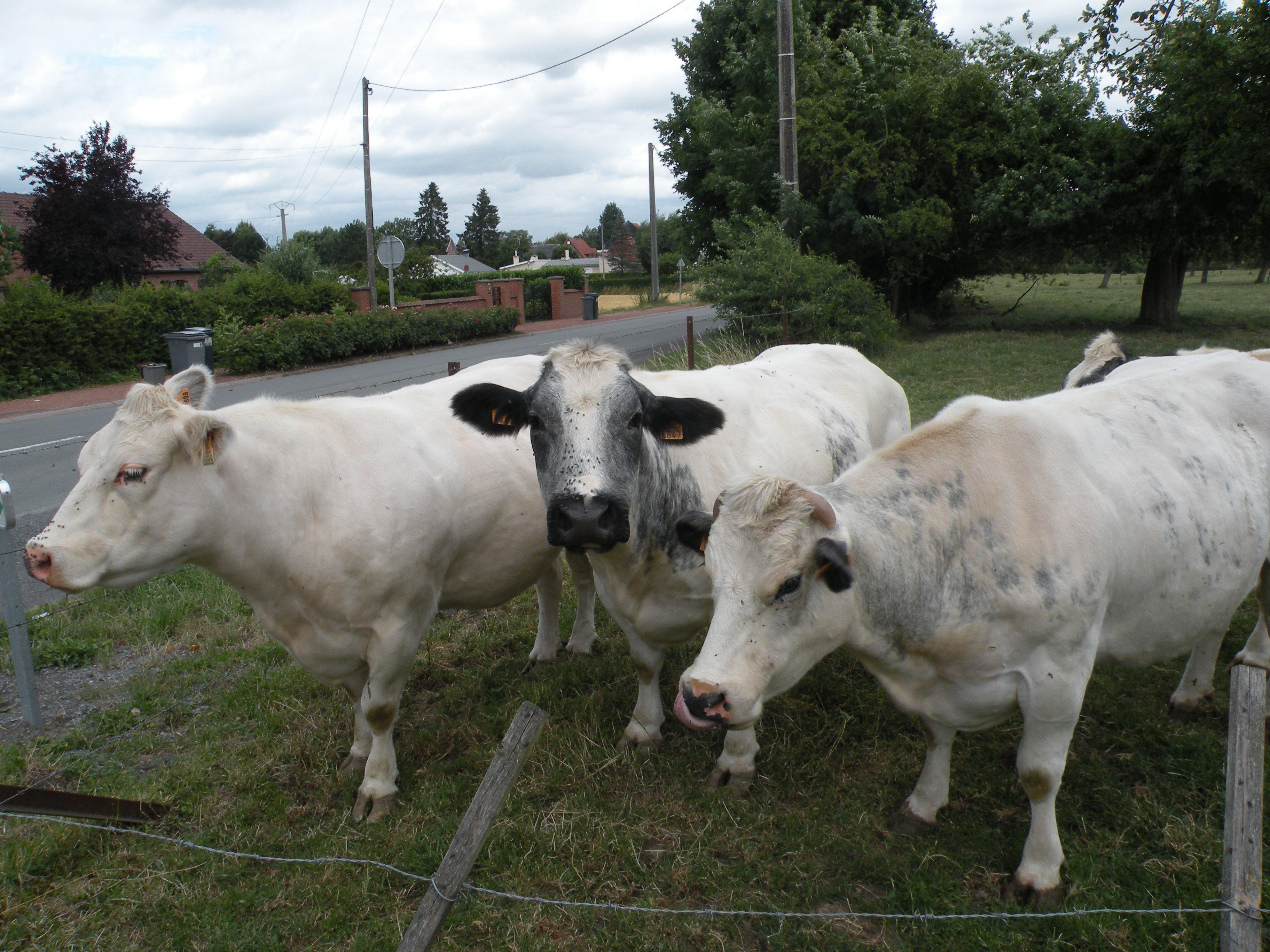
Les bleues du Nord peuvent présenter différentes colorations de robe.

Les standards de la race acceptent différentes robes : blanche avec les muqueuses colorées, bleue, pie bleue et même pie noire. Avant 1939 la robe pie bleue, avec un mélange égal de poils noirs et de poils blancs donnant à l'animal sa couleur caractéristique, est largement privilégiée, les autres animaux étant souvent soustraits de la reproduction. Toutefois, ces animaux sont souvent hétérozygotes et leurs descendances est donc hétérogène. La génétique de coloration de la robe chez les bovins est en effet complexe et fait intervenir de nombreux locus. Dans le cas de cette race, c'est principalement le locus Rouan qui nous intéresse. C'est ce locus qui est responsable du mélange de poils blanc et noir. On trouve deux allèles chez la bleue du Nord, l'allèle R responsable de la coloration blanche, à l'exception du mufle et l'allèle r+ responsable d'une coloration noire. Les animaux hétérozygotes R/r+ présentent la couleur bleue caractéristique de la race.

## Aptitudes
La bleue du Nord est typiquement une race mixte. Autrefois, elle ajoutait sa force de traction à la fourniture de lait et viande.

### Production de lait
Elle produit 5 300 litres par lactation, (taux butyreux de 3,6 % et taux protéique de 3,1 %) mais a été sélectionnée sur sa viande. Les performances plutôt médiocres des animaux de la race au contrôle laitier doivent toutefois être relativisés : la bleue du Nord est élevée dans la zone la plus froide du département du Nord, et très souvent dans des systèmes herbagers moins productifs que des systèmes s'appuyant sur l'ensilage de maïs. De plus, les exploitations détenant des bleues du Nord ont souvent des quotas laitiers peu important, et donc une conduite plutôt extensive de leur troupeau. Des lactations de 7 000 kg sont toutefois assez fréquentes. Le record de la race dans ce domaine est détenu depuis 1995 par un animal dénommé Lili avec 9 091 litres de lait durant ses 456 jours de lactation. La bleue du Nord possède un rapport taux protéique sur taux butyrique particulièrement élevé (environ 0,87).

### Production de viande

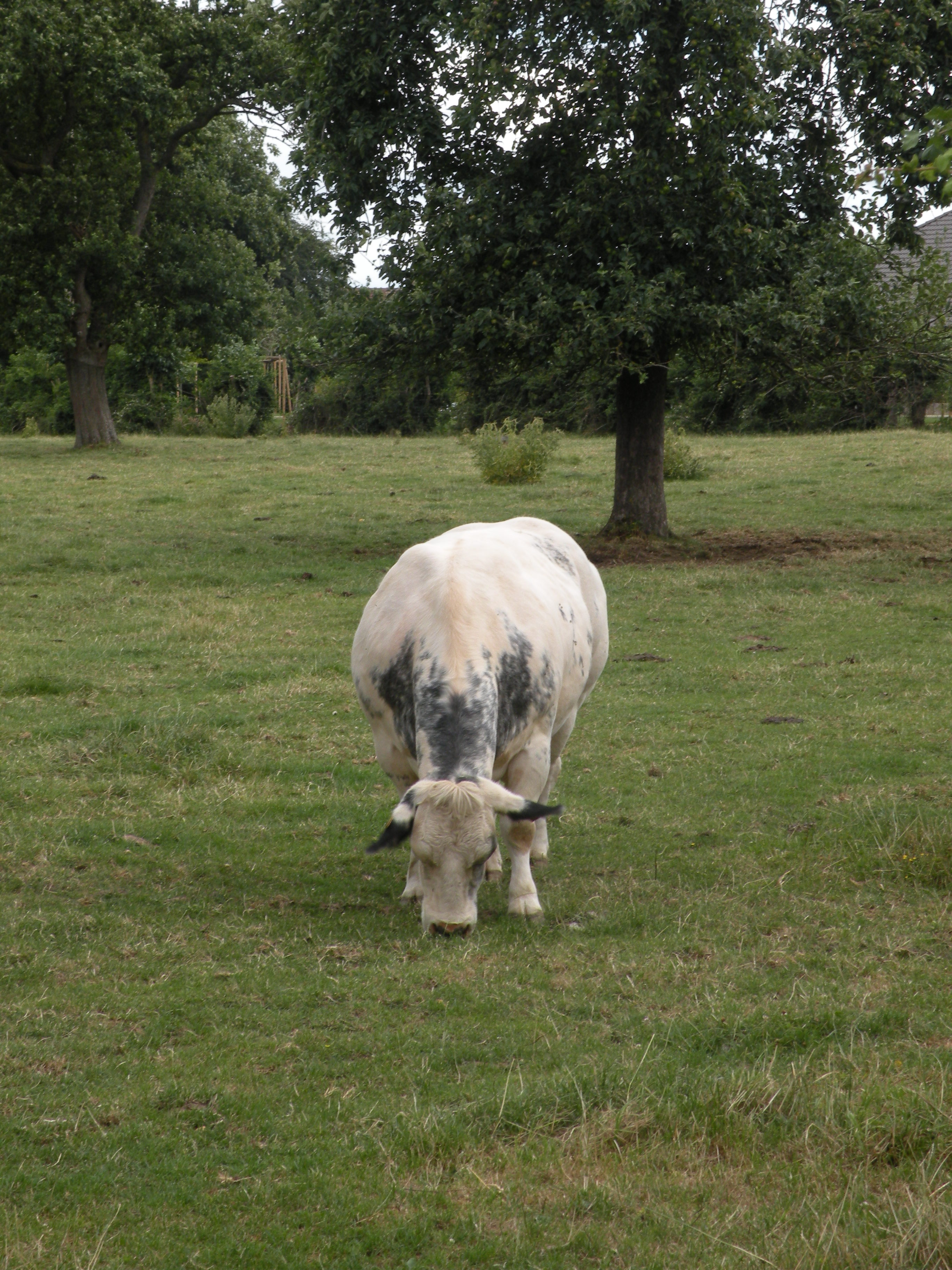
Vache bleue du Nord au pâturage.

Le gène culard fait partie de son patrimoine entre 10 et 20 %. Si les animaux culards homozygotes restent rares et ne sont pas souhaités, il est fréquent d'avoir des animaux hétérozygotes. Comme le gène culard n'est que partiellement récessif, ces animaux présentent une bonne conformation. Aujourd'hui, la sélection tend à maintenir le caractère mixte et à éliminer le caractère culard, facteur de naissances plus compliquées. Le caractère mixte de la viande se traduit par des animaux engraissés nettement plus lourds que ceux d'autres races laitières. Par exemple, les vaches de réforme bleues du Nord sont abattues à un poids carcasse moyen de 355 kg, pouvant facilement atteindre 400 kg, contre 317 kg pour la Prim'Holstein. Par ailleurs, les ateliers d'engraissement produisent des bœufs de 390 kg de carcasse et des taurillons d'environ 370 kg. Ces performances sont tout à fait honorables en comparaison des moyennes françaises (races laitières et races à viande mélangées) qui étaient en 2002 de 335 kg pour les vaches de réforme, 397 kg pour les taurillons et 407 kg pour les bœufs. Par ailleurs le rendement des carcasses est plutôt bon, avoisinant 61 % pour des animaux de 550 kg de poids vif. Il est nettement supérieur pour les animaux culards qui ont un rendement de 66 %. Ces animaux comportent par ailleurs une bonne proportion de muscle dans la carcasse (entre 63 et 75 %), ainsi qu'une proportion importante du quartier arrière, où se trouvent la plupart des morceaux de viande à forte valeur ajoutée. Sa viande est réputée pour sa tendreté, mais n'est pas toujours aussi bien valorisée qu'elle le pourrait car elle est classée parmi les races mixtes.

### Caractère, rusticité et aptitudes à la reproduction
C'est une vache au caractère calme et docile, mais qui se révèle parfois têtue. Elle se caractérise également par sa rusticité ; elle est très bien adaptée au climat humide et froid de sa région d'origine. Toutefois, aux dires des éleveurs, les animaux orientés vers le type culard ont perdu un peu de cette rusticité, et ont de moins bons aplombs[réf. incomplète]. La bleue du Nord a une assez bonne longévité, avec en moyenne 5 à 6 lactations par vaches, les animaux de 12 à 15 ans n'étant pas rares. La bleue du Nord est une vache plutôt précoce, qui atteint la maturité sexuelle vers 15 mois. Sa durée de gestation est dans la moyenne avec 282 jours, et sa fertilité est également comparable à la moyenne des autres races, avec 63 % de réussite en première insémination artificielle. Elle vêle assez facilement, bien que le caractère culard puisse parfois engendrer des vêlages plus difficiles, causant des césariennes.

## Élevage

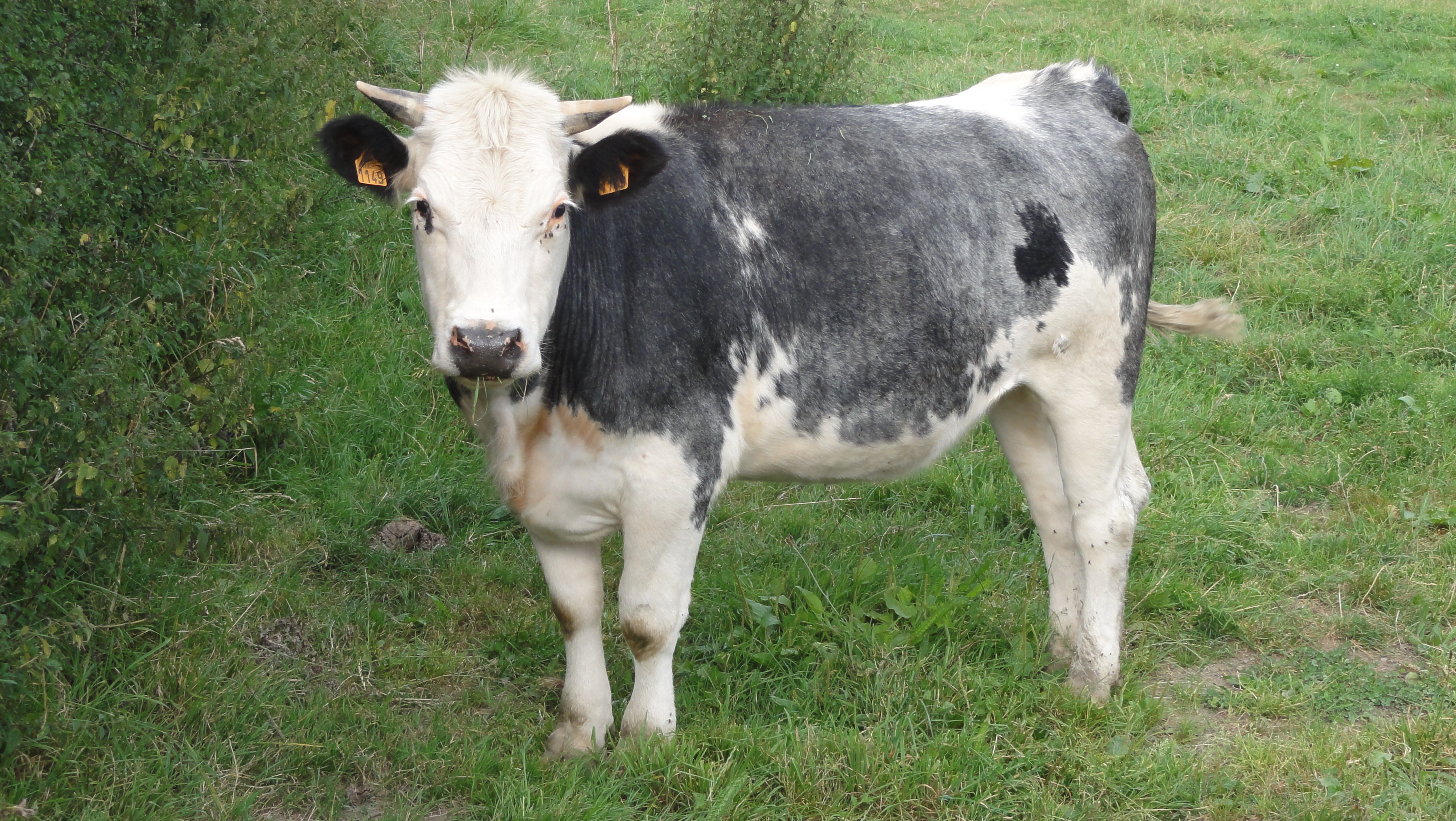
Un veau Bleue du Nord.

La plupart des éleveurs qui détiennent des animaux bleus du Nord ne les conduisent pas en race pure, mais ont moins de 10 bêtes qu'ils conservent car elles correspondent à ceux que leurs ancêtres élèvent depuis des générations, à la race de la région, représentative du bocage local, et qui a donc une forte valeur sentimentale. Ces animaux sont alors élevés en parallèle d'autres races plus productives comme la Prim'Holstein. Une étude menée sur un échantillon d'exploitations françaises élevant des bleues du Nord a montré une grande hétérogénéité dans les systèmes d'exploitation concernés, que ce soit au niveau de la reproduction des animaux (pratique plus ou moins importante de l'insémination artificielle) que du point de vue de l'alimentation, des systèmes « tout herbe » côtoyant des systèmes plus intensifs basés sur l'ensilage de maïs. Les éleveurs concernés exploitent généralement le caractère mixte de la race en mettant en place des ateliers d'engraissement produisant bœufs ou taurillons.
Il demeure tout de même une minorité d'élevage comprenant plus de 90 % de vaches bleues du Nord. La situation est différente en Belgique où la bleue est très majoritairement élevée en race pure et non pas en mélange avec des Prim'Holstein comme en France.

## Sélection

### Caractéristiques visées par la sélection
La sélection de la bleue du Nord commence au début du XXe siècle, à partir d'une population assez hétérogène. L'inclusion de sang hollandais et la sélection des meilleurs animaux permet d'obtenir une race très productive, comparable aux flamandes et aux hollandaises. Ces efforts de sélection sont toutefois réduits à néant par la Première Guerre mondiale qui décime les effectifs. Un nouveau départ est donc tenté à partir de 1919, marqué notamment par la création du herd-book en 1923, mais les méthodes de sélection sont peu efficaces et la française frisonne pie noire lui est préférée à partir de 1945.
De son déclin après la Seconde Guerre mondiale aux années 1980, la sélection des animaux sur la production laitière et la qualité de la mamelle (notamment l'adaptation de celle-ci à la traite mécanique) ne se poursuit pas convenablement, car mal organisée. Toutefois, les éleveurs ont réussi à maintenir des performances laitières honorables chez leurs animaux, parvenant même à augmenter légèrement la production sur la dernière décennie. La bleue du nord se classe néanmoins au dernier rang des races laitières et mixtes quant à la production laitière et le taux protéique avec 5 464 litres de lait par lactation et 30,5 g de protéines par litre de lait au contrôle laitier. Aujourd'hui, on cherche principalement des vaches produisant entre 5 000 et 5 500 litres de lait à un taux protéique approchant 32 g/L, mais gardant des formes. Du point de vue morphologie on privilégie des animaux de 1,4 m au garrot pour environ 750 kg.

### Programme génétique
La race dispose d'un programme génétique géré conjointement depuis 1985 par deux organismes, l'Union Bleue du Nord, organisme de sélection de la race, et le centre régional de ressources génétiques du Nord-Pas-de-Calais. Le premier est chargé de la tenue du livre généalogique de la race. Il rassemble 40 adhérents et siège à la maison de l'élevage du Nord à Lille, et assure également la promotion de la race. Le second est chargé de préserver le patrimoine génétique des races de la région, et est le maître d'œuvre du programme de sélection de la race bleue du Nord.
Le programme mis en place a diverses missions, parmi lesquelles la production et la pose d'embryons, la recherche de pères et de mères à taureaux, l'attribution d'aides aux éleveurs lorsque ceux-ci s'inscrivent au contrôle laitier, achètent un taureau ou déclarent des veaux femelles issus de taureaux de testage, la gestion des mesures agri-environnementales liées au maintien de races à faibles effectifs et la participation à divers concours. Environ 1 000 vaches détenues par une trentaine d'éleveurs sont sujettes au contrôle laitier et forment donc la base de sélection de la race. Ce nombre reste faible pour réaliser une sélection efficace. Ce sont les coopératives d'insémination artificielle Gènes Diffusion à Douai dans le nord et Haliba en Belgique qui produisent les paillettes provenant de taureaux de la race. On peut noter la coopération entre les structures françaises et belges pour organiser la sélection de la race.

### Programme de conservation de la race

Logo du parc naturel régional de l'Avesnois, où apparait une vache.

Depuis 1997, la race a pris nettement la voie de l'extensification, avec la création du parc naturel régional de l'Avesnois dont elle est une figure emblématique. Le centre de formation professionnelle et de promotion agricole (CFPPA) du Quesnoy est impliqué dans la sauvegarde de la race depuis 1983, et il participe à l'association et au programme génétique. En accord avec la ville du Quesnoy, les bleues du Nord de l'exploitation agricole du CFPPA pâturent certaines zones de remparts de la ville, diminuant du même coup les frais d'entretien pour la municipalité. Le LEGTA de Le Quesnoy cherche également à confectionner un fromage à partir de lait de bleue du Nord.

### Projet Interreg européen sur la valorisation des produits de la Bleue Mixte: Bluester
Dans le prolongement du projet BlueSel qui visait à aider les éleveurs belges et français à s'affranchir des frontières afin de travailler main dans la main pour établir une ossature commune aux programmes de sélection/conservation et d’améliorer la rentabilité économique des exploitations agricoles grâce à la création d’une image de marque propre, le projet Interreg européen BlueSter vise quant à lui à valoriser les produits issus de l'élevage de Bleue du Nord (appelée Bleue Mixte en Belgique).

#### Projet Bluester: les objectifs
Coordonnés par le service recherche et développement d'Elevéo asbl, les objectifs du projet Interreg Bluester sont:
- Développer de nouveaux produits du terroir spécifiques à la Bleue, tant à partir de son lait (yaourt, fromages, beurre, glace,…) que de sa viande.
- Créer des filières de commercialisation, notamment en circuits courts pour valoriser la nouvelle gamme de produits spécifiques à la Bleue.
- Travailler sur l’ancrage de la Bleue à son terroir via l’éco-pâturage et le tourisme rural.

## Diffusion
La bleue du Nord est originaire des environs de Tirlemont dans le Brabant flamand. La date d'arrivée de la race dans le Nord de la France est mal connue, mais elle est assez ancienne. Elle est bien implantée dans les environs de Bavay et Maubeuge. Au début du XXe siècle, la race se développe dans le Hainaut français, dans le Cambrésis et, dans une moindre mesure, en Thiérache et au nord des Ardennes. Lors de son âge d'or dans les années 1930, la race est majoritaire dans les arrondissements de Valenciennes et d'Avesnes, où elle représente respectivement 50 % et 70 % des bovins en 1943. C'est dans le sud du Bavaisis qu'elle résiste ensuite le mieux à la chute des effectifs d'après-guerre.
Aujourd'hui, la répartition des bleues du Nord a très peu évolué depuis la fin de la Seconde Guerre mondiale, et ce sont toujours les cantons de Valencienne et d'Avesnes qui comprennent la majorité des animaux, soit l'Avesnois et le Hainaut. Les effectifs sont donc principalement localisés dans le département du Nord. Ainsi, sur les 4 933 vaches recensées lors du recensement générale agricole de 2000, 3 074 sont localisées dans ce département, contre 563 vaches dans le Pas-de-Calais et 297 dans l'Aisne.
En Belgique, la bleue du nord de type mixte, très proche de la bleue du Nord française mais qui en diverge par ses objectifs de sélection, est particulièrement présente dans les régions du Hainaut, de Limbourg, de Liège, du Brabant, de Namur et de Luxembourg, où l'on compte 1 017 225 animaux en 1969 avant la scission de la race, dont 35 % de vaches laitières (soit 359 320 bêtes)[réf. incomplète]. Cette population décroît tout de même au fil du temps et en 2000, environ 20 000 vaches bleues de type mixte sont recensées dans l'ensemble du pays. C'est principalement dans le sud du pays que l'on trouve les animaux bleus laitiers, et tout particulièrement dans le Hainaut où se concentrent 1 912 des 2 823 vaches bleues inscrites au contrôle laitier[réf. incomplète].

## La bleue du Nord dans la culture
La bleue du Nord est mise à l'honneur dans sa région d'origine à diverses occasions. Ainsi, l'Union bleue du Nord organise chaque année le concours spécial de la race à Le Quesnoy lors de la fête du lait, rassemblant ainsi des animaux de la race. La race Bleue du Nord est mise à l'honneur lors de la « Fête du Bœuf », le dernier dimanche d'août, à Bugnicourt entre Douai et Cambrai. Le Géant du village, « Bugnus », représente, avec sa robe bleue, un bœuf de race Bleue du Nord.
Au Salon international de l'agriculture 2019, Imminence, représentante de la race de cinq ans, née en septembre 2013 à Saint-Aubin dans l'Avesnois, est la vedette de l'année, représentée sur les affiches. Elle vit dans l'exploitation de M. Gilles Druet, éleveur de bleues du Nord.